# Marquesado de Távara
El marquesado de Távara es un título nobiliario español, creado  el 9 de septiembre de 1541, por el rey Carlos I a favor de Bernardino Pimentel y Enríquez, II señor de Távara, Villafáfila, Gordoncillo, Retuerta, Alija y la mitad de Puebla de Sanabria, hijo de Pedro Pimentel y Quiñones, I señor de Távara —hijo de Alonso Pimentel y Enríquez, III conde de Benavente y de su esposa María de Quiñones y Portugal—, y de su segunda esposa Inés Enríquez de Guzmán, hija de Enrique Enríquez de Mendoza, I conde de Alba de Liste, y de su esposa María de Guzmán..
Este título recibió la grandeza de España el 1 de marzo de 1729 siendo X marqués de Távara, Miguel Álvarez de Toledo y Pimentel, VIII conde de Villada.
Su denominación hace referencia a la localidad de Távara (ahora escrito como Tábara), en la provincia de Zamora, de donde eran señores la familia Pimentel.

## Marqueses de Távara
|                                   | Titular                                                                | Periodo               |
| Creación por Carlos I             | Creación por Carlos I                                                  | Creación por Carlos I |
| --------------------------------- | ---------------------------------------------------------------------- | --------------------- |
| I                                 | Bernardino Pimentel y Enríquez                                         | 1541-1559             |
| II                                | Pedro Pimentel y Osorio                                                | 1559-¿?               |
| III                               | Bernardino Pimentel y Enríquez                                         | ¿?-1600               |
| IV                                | Antonio Pimentel y Álvarez de Toledo                                   | 1600-1627             |
| V                                 | Enrique Enríquez Pimentel y Moscoso                                    | 1627-1663             |
| VI                                | Ana María Pimentel y Córdoba                                           | 1663-1683             |
| VII                               | Luisa Pimentel y Fernández de Córdoba                                  | 1683-1693             |
| VIII                              | Ana María Manuela Fernández de Córdoba Pimentel y Fernández de Córdoba | 1693-1726             |
| IX                                | Miguel Ignacio de Toledo Pimentel y Fernández de Córdoba               | 1726-1735             |
| X                                 | Pedro de Alcántara Álvarez de Toledo y Silva                           | 1735-1790             |
| XI                                | Pedro de Alcántara Álvarez de Toledo y Salm-Salm                       | 1790-1841             |
| XII                               | Pedro de Alcántara Téllez-Girón y Beaufort Spontin                     | 1841-1844             |
| XIII                              | Mariano Téllez-Girón y Beaufort Spontin                                | 1845-1882             |
| Rehabilitación por María Cristina |                                                                        |                       |
| XIV                               | Fernando de Arteaga y Silva                                            | 1886-1908             |
| XV                                | María de la Concepción de Arteaga y Gutiérrez de la Concha             | 1909-1939             |
| XVI                               | Inés María de Arteaga y Gutiérrez de la Concha                         | 1940-1951             |
| XVII                              | María Belén de Arteaga y Falguera                                      | 1951-1993             |
| XVIII                             | Íñigo de Arteaga y Martín (1.ª vez)                                    | 1995-2002             |
| XIX                               | Íñigo de Arteaga y del Alcázar                                         | 2002-2012             |
| XX                                | Íñigo de Arteaga y Martín (2.ª vez)                                    | 2014-2018             |
| XXI                               | Pilar Paloma de Casanova y Barón                                       | 2022-actual titular   |

## Historia de los marqueses de Távara

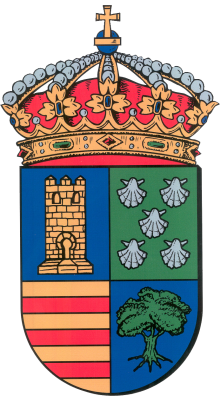
Escudo de Távara, (provincia de Zamora), de donde eran señores los futuros marqueses de Távara

- Bernardino Pimentel y Enríquez (m. 18 de julio de 1559), I marqués de Távara,[2] II señor de  Távara, I señor de Villafáfila, por compra a la corona, y de otros lugares.[5][1] Era nieto de los III condes de Benavente y mayordomo mayor del rey Carlos V.[6]

Casó con Mencía Osorio, hija de Pedro Álvarez Osorio, I conde de Lemos, y de su segunda esposa, María de Bazán. Le sucedió su hijo:
- Pedro Pimentel y Osorio, II marqués de Távara[2] y mayordomo mayor de la reina Ana de Austria.[5]

Casó el 18 de abril de 1553 con Leonor Enríquez de Toledo, hija de Enrique Enríquez de Guzmán, IV conde de Alba de Liste, y de María de Toledo y Pimentel. Le sucedió su hijo:
- Bernardino Pimentel y Enríquez (m. 1600), III marqués de Távara.[9]

Casó con Juana de Toledo y Colonna (m. 1593), hija de García Álvarez de Toledo y Osorio, IV marqués de Villafranca del Bierzo, I duque de Fernandina. Le sucedió su hijo:
- Antonio Pimentel y Álvarez de Toledo (m. 1627), IV marqués de Távara,[9][2], caballero de la Orden de Alcántara, gentilhombre de cámara de Felipe III, virrey y capitán general de Valencia[10] y de Sicila.[9]

Casó con Isabel de Moscoso y Sandoval, hija de Lope de Moscoso Osorio y Castro, VI conde de Altamira. Le sucedió su hijo:
- Enrique Enríquez Pimentel (c.1600-29 de junio de 1663), V marqués de Távara,[2][9] I conde de Villada,[11] señor de Villafáfila, Villavicencio, Riaño, Solio y de la Puebla, gentilhombre de Felipe IV, caballero de la orden de Alcántara, virrey de Sicilia y virrey de Navarra, gobernador de Galicia y presidente del Consejo de Órdenes.[9]

Casó en primeras nupcias el 23 de julio de 1634 con Francisca de Córdoba y Rojas, hija de Luis Fernández de Córdoba Cardona de Aragón y Recquesens, VIII conde de Cabra, VIII vizconde de Iznájar, VI duque de Sessa, IV duque de Baena, V duque de Soma, VII conde de Palamós, VI conde de Trivento, etc., y de su primera esposa Mariana de Rojas, IV marquesa de Poza En segundas nupcias, casó el 16 de agosto de 1653 con Antonia Hurtado de Mendoza y Moscoso de Osorio (m. 1652), hija de Lope Hurtado de Mendoza y Osorio de Moscoso, IV marqués de Almazán, y VIII conde de Monteagud de Mendoza. Sin sucesión de este su segundo matrimonio. Contrajo un tercer matrimonio en 1658 con Ana Francisca de Borja Centelles Doria y Colonna, hija de Francisco de Borja Argón y Centelles Doria, VIII duque de Gandía, IV marqués de Lombay y VIII conde de Oliva, y de Artemisia Doria, hija de Andrea II Doria VII príncipe di Melfi. Sin sucesión de este matrimonio. Le sucedió, de su primer matrimonio, su hija:
- Ana María Pimentel y Fernández de Córdoba (marzo 1639-16 de marzo de 1683), VI marquesa de Távara[11][9] y II condesa de Villada.[14]

Casó el 21 de noviembre de 1660 con su primo hermano Francisco Fernández de Córdoba, XI vizconde Iznájar, VIII duque de Sessa, VI duque de Baena, etc., de quien fue la tercera esposa. Le sucedió su hija:
- Luisa Pimentel y Fernández de Córdoba (m. 1693), VII marquesa de Távara,[9][12] IV condesa de Villada. Renunció a los títulos cuando profesó como carmelita descalza.[12] Le sucedió su hermana:[2][a]

- Ana María Manuela Fernández de Córdoba Pimentel y Fernández de Córdoba (Madrid, 17 de junio de 1688-Tordesillas, 22 de febrero de 1726), VIII marquesa de Távara[9][2] y VI condesa de Villada.

Casó en primeras nupcias en 1687 con su primo hermano, Antonio José Álvarez de Toledo y Fernández de Córdoba, hijo de Fadrique Álvarez de Toledo Osorio y Ponce de León, IV duque de Fernandina, II marqués de Villanueva de Valdueza, etc. Contrajo un segundo matrimonio con Valerio Antonio de Zúñiga y de Ayala, VIII marqués de Aguilafuente y VI conde de Villalba. Casó en terceras nupcias con Gaspar de la Cerda y de Leiva. Sin sucesión de este matrimonio. Sucedió en enero de 1729 su hijo del primer matrimonio:
- Miguel Ignacio de Toledo Pimentel y Fernández de Córdoba (m. 11 de febrero de 1735), IX marqués de Távara,[9][2] X conde de Villada.[17]

Casó con en primeras nupcias en 1719 con María Antonia Toledo Osorio y Moncada y en segundas, el 10 de enero de 1724 con María Francisca de Silva y Gutiérrez de los Ríos, XI duquesa del Infantado, VII duquesa de Pastrana, VII duquesa de Estremera, IX duquesa de Lerma, marquesa de Santillana, etc. Le sucedió su hijo del segundo matrimonio:
- Pedro Alcántara Álvarez de Toledo y Silva (1729-1 de junio de 1790), X marqués de Távara,[9][2] XII duque del Infantado,[18] VIII duque de Pastrana, X duque de Lerma, XIII marqués de Santillana, marqués del Cenete, conde del Real de Manzanares, conde de Saldaña, príncipe de Éboli y príncipe de Melito.

Casó en primeras nupcias el 1 de junio de 1790 con Francisca Javiera de Velasco y Tovar (m. 1757), hija de Bernardino Fernández de Velasco Pimentel, XI duque de Frías, XV conde de Alba de Liste etc. Contrajo un segundo matrimonio el 6 de noviembre de 1758 con la princesa María Anna von Salm-Salm (m. 1816). Le sucedió, de su segundo matrimonio, su hijo:
- Pedro Alcántara Álvarez de Toledo y Salm-Salm (1768-27 de noviembre de 1841), XI marqués de Távara,[19] XIII duque del Infantado,[18] IX duque de Pastrana,[20] XI duque de Lerma,[21] etc. Sin descendientes. Le sucedió su sobrino nieto:

- Pedro de Alcántara Téllez-Girón y Beaufort Spontin (1820-1844), XII marqués de Távara,[2] XII duque de Osuna, XIV duque del Infantado, XIV duque de Benavente, XIIV duque de Béjar,XIV duque de Plasencia, XV duque de Gandía, XI duque de Mandas y Villanueva, XIII duque de Arcos, XII duque de Lerma, duque de Estremera, XI duque de Francavilla, XV duque de Medina de Rioseco, etc. Soltero, sin descendientes. Le sucedió su hermano:

- Mariano Téllez-Girón y Beaufort Spontin Madrid, 19 de julio de 1814-Castillo de Beauraing (Bélgica), 2 de junio de 1882), XIII marqués de Távara,[22][2] llamado «el gran duque de Osuna», por los cincuenta y dos títulos de nobleza que reunió su persona y fue catorce veces grande de España.[23]

Casó en 1866 con su prima, la princesa alemana Leonor Crescencia de Salm-Salm. Sin descendientes. A su muerte, sus títulos fueron repartidos entre numerosos familiares. El marquesado de Távara quedó suprimido por orden de 17 de junio de 1884 y rehabilitado mediante real despacho del 16 de febrero de 1886 a favor de:
- Fernando de Arteaga y Silva (1 de mayo de 1836-21 de diciembre de 1908), XIV marqués de Távara,[2][22] XIV marqués de Guadalest, XIV marqués de Algecilla, hijo de Andrés Avelino de Arteaga y Lazcano, V marqués de Valmediano, III conde de Corres, VIII conde de Santa Eufemia, IX conde de Saldaña y IX conde de la Monclova. Fue senador por derecho propio desde 1889 hasta su muerte.[24]

Casó el 15 de octubre de 1864 con María del Carmen Gutiérrez de la Concha y Fernández de Lugo, II marquesa de La Habana, II vizcondesa de Cuba. En 6 de agosto de 1909, sucedió su hija:
- María de la Concepción de Arteaga y Gutiérrez de la Concha (1867-20 de marzo de 1939), XV marquesa de Távara,[2][22] XV marquesa de Guadalest, XIV marquesa de Algecilla, dama de la Reina Victoria Eugenia de Battenberg.

Casó con José Luis de la Torre y Coloma, gentilhombre grande de España con ejercicio y servidumbre del rey Alfonso XIII. Sucedió su hermana en 1940:
- Inés María de Arteaga y Gutiérrez de la Concha (1869-1955), XVI marquesa de Távara, XVI marquesa de Guadalest, IV marquesa de La Habana, III vizcondesa de Cuba. Sin descendientes. Sucedió su prima, por sentencia, en 1951:[22]

- María Belén de Arteaga y Falguera (1899-22 de abril de 1993), XVII marquesa de Távara,[22] XI marquesa de Laula. Soltera, sin descendientes, sucedió su sobrino en 1995:[22]

- Íñigo de Arteaga y Martín, XVIII marqués de Távara,[22] XIX duque del Infantado, XX marqués de Santillana, XV marqués de Ariza, XIV marqués de Armunia, XXII conde de Saldaña, VII conde de Corres, XIII conde de la Monclova, XIX conde del Real de Manzanares, VIII marqués de Valmediano.

Casó con Almudena del Alcázar y Armada, hija de Juan Bautista del Alcázar y de la Victoria, VII conde de los Acevedos y de Rafaela Armada y Ulloa, hija del VII conde de Revillagigedo.
Casó con Carmen Castelo Bereguiain. En 2002 cedió el marquesado de Távara a su hijo de su primer matrimonio:
- Íñigo de Arteaga y del Alcázar (1969-2012), IX marqués de Távara,[22][25] XXIII conde de Saldaña, VIII conde de Corres. Fallecido el 14 de octubre de 2012 en accidente de aviación. Le sucedió su padre en 2015:[2]

- Íñigo de Arteaga y Martín (m. Madrid, 9 de junio de 2018),[26] XX marqués de Távara (2.ª vez),[27] etc. Sucedió:

- Pilar Paloma de Casanova y Barón, XXI marquesa de Távara,[28] XXIII condesa de Monteagudo de Mendoza, XXIV duquesa de Maqueda, XXII marquesa de Astorga, XIX marquesa de Ayamonte, XIV marquesa de la Villa de San Román, XXVI condesa de Cabra,[29] etc.[30]

Contrajo matrimonio en 1975 con Francisco José López Becerra de Solé y Martín de Vargas, señor de Tejada, señor de Valdeosera, abogado. Poseedor, entre otras distinciones de la Encomienda de Isabel la Católica, Cruz al Mérito Militar con distintivo Blanco, comendador de la Orden del Mérito Civil, de las reales academias de Córdoba y Zaragoza, académico de número de la Academia Andaluza de la Historia.